# Careless Whisper
"Careless Whisper" là một bài hát của nghệ sĩ thu âm người Anh quốc George Michael nằm trong album phòng thu thứ hai của nhóm nhạc mà Michael đóng vai trò giọng ca chính Wham! Make It Big (1984). Nó được phát hành vào ngày 24 tháng 7 năm 1984 như là đĩa đơn thứ hai trích từ album bởi Columbia Records và Epic Records, đồng thời là đĩa đơn hát đơn đầu tay trong sự nghiệp của nam ca sĩ. Tại một số thị trường như Nhật Bản, Canada và Hoa Kỳ, "Careless Whisper" thường được đề cập như là một tác phẩm của Wham! hợp tác với George Michael. Bài hát được viết lời và sản xuất bởi Michael, bên cạnh sự tham gia đồng viết lời từ thành viên còn lại của nhóm Andrew Ridgeley. Đây là một bản pop ballad kết hợp với những yếu tố từ soul mang nội dung đề cập sự hối hận của một người đàn ông sau khi phản bội người yêu của mình, và anh quyết định sẽ không cố gắng cầu xin sự tha thứ từ cô gái và chấp nhận một cuộc sống cô đơn và độc thân.
Sau khi phát hành, "Careless Whisper" nhận được những phản ứng tích cực từ các nhà phê bình âm nhạc, trong đó họ đánh giá cao chất giọng của Michael, giai điệu kèn saxophone đặc trưng cũng như quá trình sản xuất nó. Ngoài ra, bài hát còn gặt hái nhiều giải thưởng và đề cử tại những lễ trao giải lớn, bao gồm đề cử tại giải Brit năm 1985 cho Đĩa đơn Anh quốc của năm và giải thưởng Âm nhạc Mỹ năm 1986 cho Đĩa đơn Pop/Rock xuất sắc nhất. "Careless Whisper" cũng tiếp nhận những thành công vượt trội về mặt thương mại, đứng đầu các bảng xếp hạng ở Úc, Canada, Ireland, Ý, Hà Lan, Thụy Sĩ và Vương quốc Anh, và lọt vào top 10 ở hầu hết những quốc gia nó xuất hiện, bao gồm vươn đến top 5 ở nhiều thị trường lớn như Áo, Bỉ, Phần Lan, Pháp, Đức, New Zealand, Na Uy và Thụy Điển. Tại Hoa Kỳ, nó đạt vị trí số một trên bảng xếp hạng Billboard Hot 100 trong ba tuần liên tiếp, trở thành đĩa đơn quán quân thứ hai của Wham! và đầu tiên của Michael tại đây.
Video ca nhạc cho "Careless Whisper" được đạo diễn bởi Duncan Gibbins, trong đó bao gồm những cảnh Michael và người yêu của ông (do Lisa Stahl thủ vai) nghỉ mát ở Miami cho đến khi cô phát hiện ra ông đang ngoại tình với một người phụ nữ khác, trước khi cả hai người phụ nữ đều quyết định rời bỏ ông. Được ghi nhận là bài hát trứ danh trong sự nghiệp của Michael, bài hát đã được hát lại và sử dụng làm nhạc mẫu bởi nhiều nghệ sĩ, như Smookey Robinson, Gloria Gaynor, Richard Clayderman, Julio Iglesias, Barry Manilow, Kenny G, Brian McKnight, Train, James Arthur và Sam Tsui, cũng như xuất hiện trong nhiều tác phẩm điện ảnh và truyền hình, bao gồm Deadpool, Legends of Tomorrow và Smurfs: The Lost Village. Ngoài ra, "Careless Whisper" còn xuất hiện trong nhiều album tuyển tập của Michael, như Ladies & Gentlemen: The Best of George Michael (1998) và Twenty Five (2006). Tính đến nay, nó đã bán được hơn 6 triệu bản trên toàn cầu, trở thành một trong những đĩa đơn bán chạy nhất mọi thời đại.

## Danh sách bài hát
Đĩa 7"
1. "Careless Whisper" – 5:04
2. "Careless Whisper" (không lời) – 5:02

Đĩa 12"
1. "Careless Whisper" (phối mở rộng) – 6:31
2. "Careless Whisper" (không lời) – 5:02

## Xếp hạng
| Bảng xếp hạng (1984-2017)                | Vị trí cao nhất |
| ---------------------------------------- | --------------- |
| Úc (Kent Music Report)                   | 1               |
| Áo (Ö3 Austria Top 40)                   | 2               |
| Bỉ (Ultratop 50 Flanders)                | 2               |
| Canada (RPM)                             | 1               |
| Canada Adult Contemporary (RPM)          | 1               |
| Đan Mạch (IFPI)                          | 2               |
| Châu Âu (European Hot 100 Singles)       | 3               |
| Phần Lan (Suomen virallinen lista)       | 2               |
| Pháp (SNEP)                              | 3               |
| Đức (Official German Charts)             | 3               |
| Hungary (Single Top 40)                  | 10              |
| Ireland (IRMA)                           | 1               |
| Israel (Media Forest)                    | 4               |
| Ý (FIMI)                                 | 1               |
| Nhật Bản (Oricon)                        | 12              |
| Hà Lan (Dutch Top 40)                    | 1               |
| Hà Lan (Single Top 100)                  | 1               |
| New Zealand (Recorded Music NZ)          | 3               |
| Na Uy (VG-lista)                         | 2               |
| Bồ Đào Nha (IFPI)                        | 2               |
| Nam Phi (Springbok Radio)                | 1               |
| Tây Ban Nha (AFYVE)                      | 11              |
| Thụy Điển (Sverigetopplistan)            | 2               |
| Thụy Sĩ (Schweizer Hitparade)            | 1               |
| Anh Quốc (OCC)                           | 1               |
| Hoa Kỳ Billboard Hot 100                 | 1               |
| Hoa Kỳ Adult Contemporary (Billboard)    | 1               |
| Hoa Kỳ Hot R&B/Hip-Hop Songs (Billboard) | 8               |

| Bảng xếp hạng (1984)                                 | Vị trí |
| ---------------------------------------------------- | ------ |
| Úc (Kent Music Report)                               | 4      |
| Áo (Ö3 Austria Top 40)                               | 18     |
| Bỉ (Ultratop 50 Flanders)                            | 5      |
| Đan Mạch (IFPI)                                      | 22     |
| Pháp (IFOP)                                          | 20     |
| Đức (Official German Charts)                         | 31     |
| Ý (FIMI)                                             | 2      |
| Hà Lan (Dutch Top 40)                                | 3      |
| Hà Lan (Single Top 100)                              | 2      |
| New Zealand (Recorded Music NZ)                      | 10     |
| Thụy Sĩ (Schweizer Hitparade)                        | 9      |
| UK Singles (Official Charts Company, Vương quốc Anh) | 5      |
| Bảng xếp hạng (1985)                                 | Vị trí |
| Canada (RPM)                                         | 2      |
| Nam Phi (Springbok Radio)                            | 3      |
| US Billboard Hot 100 (Hoa Kỳ)                        | 1      |
| US Adult Contemporary (Billboard Hoa Kỳ)             | 4      |
| Bảng xếp hạng (2016)                                 | Vị trí |
| Hà Lan (Dutch Top 40)                                | 195    |

| Bảng xếp hạng (1980-89)                              | Vị trí |
| ---------------------------------------------------- | ------ |
| Hà Lan (Dutch Top 40)                                | 31     |
| UK Singles (Official Charts Company, Vương quốc Anh) | 8      |

| Bảng xếp hạng                                        | Vị trí |
| ---------------------------------------------------- | ------ |
| UK Singles (Official Charts Company, Vương quốc Anh) | 61     |
| US Billboard Hot 100 (Hoa Kỳ)                        | 162    |

## Chứng nhận
| Quốc gia                                                                           | Chứng nhận  | Số đơn vị/doanh số chứng nhận |
| ---------------------------------------------------------------------------------- | ----------- | ----------------------------- |
| Úc (ARIA)                                                                          | 2× Bạch kim | 140.000‡                      |
| Canada (Music Canada)                                                              | Bạch kim    | 100.000^                      |
| Pháp (SNEP)                                                                        | Bạc         | 585,000                       |
| Ý (FIMI)                                                                           | Vàng        | 25.000*                       |
| Nhật Bản (RIAJ)                                                                    | —           | 204,000                       |
| Hà Lan (NVPI)                                                                      | Bạch kim    | 100.000^                      |
| Anh Quốc (BPI)                                                                     | Bạch kim    | 1,647,203                     |
| Hoa Kỳ (RIAA)                                                                      | Bạch kim    | 1.000.000^                    |
| * Chứng nhận dựa theo doanh số tiêu thụ. ^ Chứng nhận dựa theo doanh số nhập hàng. |             |                               |